# Gelaat
Het gelaat (ook gezicht of aangezicht genoemd) is de voorkant van het hoofd. 

Het gelaat is het voornaamst zichtbare deel van het menselijk lichaam waaraan mensen elkaar als individu herkennen. Daarnaast kunnen gevoelens bij anderen afgelezen worden uit gelaatsuitdrukkingen. Iemands gezichtsuitdrukking geeft een belangrijke aanwijzing over diens geestesgesteldheid en gemoedstoestand.

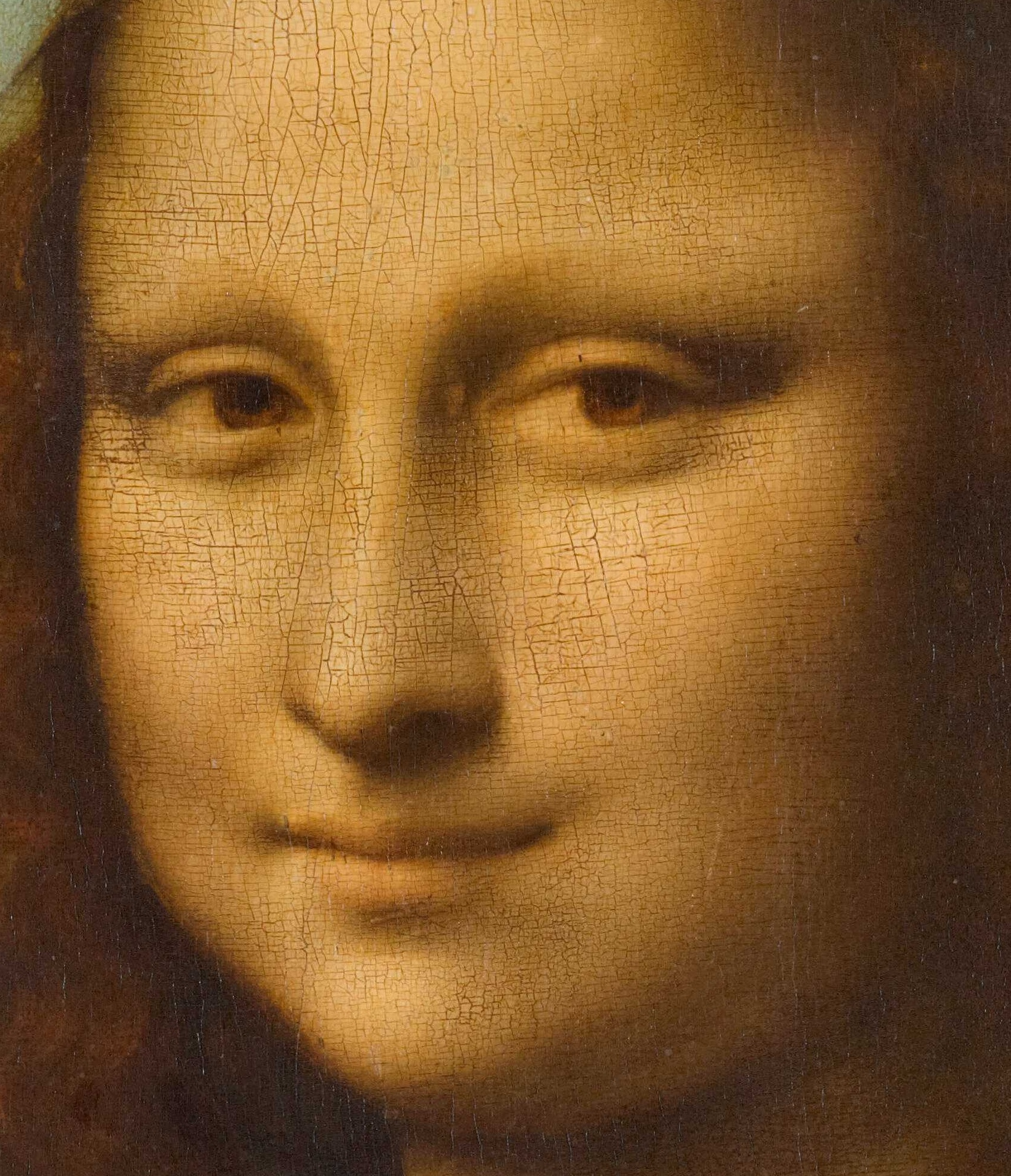
Het gezicht van Leonardo da Vinci's Mona Lisa, een van de bekendste gezichten ter wereld

## Onderdelen
Tot het gelaat behoren:
- het voorhoofd
- de wenkbrauwen
- de ogen
- de neus
- de mond
- de zichtbare tanden
- de kin
- de wangen
- de oren